# Manuel Toledano Prieto
Manuel Toledano Prieto (Huelva, 9 de junio de 1965) es un entrenador de fútbol y antiguo jugador profesional. Actualmente, secretario técnico del Real Club Recreativo de Huelva, Decano del fútbol español

## Trayectoria
Tras jugar en equipos locales de Huelva, (curiosamente en la demarcación de portero en algunos de ellos), Atlético Oubense, Recreativo de Huelva juvenil y amateur, debutó en Segunda división con 17 años en el Recreativo de Huelva de la mano de Txutxi Aranguren. Tras varios años, en 1986 se marchó al Linares CF. Fue fichado por el CD Málaga de Primera división en octubre de 1989. Jugó 16 partidos, marcando 6 goles. Sin embargo, dos años más tarde volvió al Recreativo como refuerzo para intentar devolver al equipo a Segunda división. También jugó en el Xerez CD una temporada. En este equipo se retiró años más tarde.
Posteriormente ha entrenado a equipos de la provincia de Huelva, como el Recreativo de Huelva B, el Ayamonte o el Cartaya.
- Datos: Q5994450